# Uvaria saboureaui
Uvaria saboureaui este o specie de plante angiosperme din genul Uvaria, familia Annonaceae, descrisă de Alberto Judice Leote Cavaco și Monique Keraudren. Conform Catalogue of Life specia Uvaria saboureaui nu are subspecii cunoscute.